# UTC+09:45
Az UTC+09:45 egy nem hivatalos időeltolódás volt, amely kilenc és háromnegyed órával volt előrébb az egyezményes koordinált világidőtől (UTC).

## Valaha ezt az időeltolódást használó területek

### Ausztrália
- Ausztrália
  - Border Village
  - Eucla
  - Caiguna
  - Madura
  - Mundrabilla

Ezt az időeltolódást, pontosabban annak egyetlen időzónáját néhány település használta az Eyre Highway mentén nyári időszámításként. Bár ez egy nem hivatalos időeltolódás volt, határai mégis tisztázottak voltak és a térképek is ábrázolták őket. Jelenleg a korábban nyáron ide tartozó területek nem használnak nyári időszámítást.

## Korábban ebben az időeltolódásban lévő időzóna
| Időzóna neve angolul                   | Időzóna neve magyarul           | Időzóna rövidítése |
| -------------------------------------- | ------------------------------- | ------------------ |
| Australian Central Western Summer Time | Ausztrál középnyugati nyári idő | CWST               |

## Fordítás
Ez a szócikk részben vagy egészben  az   UTC+09:45 című angol Wikipédia-szócikk ezen változatának fordításán alapul.  Az eredeti cikk szerkesztőit annak laptörténete sorolja fel. Ez a jelzés csupán a megfogalmazás eredetét és a szerzői jogokat jelzi, nem szolgál a cikkben szereplő információk forrásmegjelöléseként.

## Kapcsolódó szócikk
- UTC+08:45